# Cispa
La Cispa è un gioco di carte originario delle Marche, particolarmente diffuso nella regione d'origine e in altre zone dell'Italia centrale.

## Storia
Il nome del gioco deriva dal cinque di spade, la carta con il più alto valore: Ci[nque] [di] spa[de].
La nascita del gioco viene ricondotta da alcune voci popolari alla cittadina di Porto San Giorgio, altre ritengono invece che sia stato inventato nella provincia di Pesaro e Urbino.

## Valore delle carte
Le carte hanno i seguenti valori:
- 2, 3, 4, 5, 6, 7: il valore nominale;
- A: 1 punto;
- J, Q, K: 8, 9 e 10 punti rispettivamente.

Questi valori cambiano nella seconda fase di gioco.

## Preparazione del gioco
Si gioca con un mazzo di 40 carte spagnole o, in mancanza di quest'ultimo, con un mazzo di carte francesi dopo aver eliminato le carte superflue. Il numero dei giocatori può variare da 2 a 6; ognuno gioca per conto proprio, solo quando si è in 4 giocatori si può giocare in coppia. Viene scelto a sorte un mazziere che distribuisce 5 carte coperte a ciascun giocatore. Le rimanenti carte, che devono essere mantenute coperte, vengono appoggiate in disparte. A fianco di queste andranno impilate le eventuali carte scartate.
Dopo che tutti i giocatori hanno ricevuto il numero corretto di carte, queste possono essere guardate.

## Svolgimento del gioco
Il gioco è diviso in due fasi, durante le quali cambiano sia le azioni che devono intraprendere i giocatori, sia il valore delle carte. Le due fasi sono:
- l'apertura
- la cispa.[2]

## Apertura
Durante la fase di apertura, che ricorda vagamente scala 40, almeno un giocatore deve totalizzare un minimo 30 punti sommando il valore delle cinque carte che si hanno in mano. Colui che apre guadagna il punteggio derivante dalla differenza tra 30 e il numero più alto dei punteggi avversari.
Se più di un giocatore (o coppia) può aprire, allora colui che ha il punteggio più alto guadagna un punto.
Se nessuno ha un punteggio uguale o superiore a 30, a turno ognuno pesca una carta dal mazzo coperto e ne scarta una a sua scelta, fino a quando qualcuno non raggiunge o supera il punteggio di 30.
Nel caso si giochi a coppie, è possibile decidere chi dei due giocatori è il compagno che apre, senza che l'altro debba totalizzare 30.

## Cispa
Dopo che un giocatore ha aperto si passa alla seconda parte di gioco: la cispa. In questa fase i valori delle carte cambiano secondo le seguenti regole:
- il cinque di spade è la carta con più alto valore;
- seguono gli assi, poi i re, i cavalli e infine i fanti;
- per ultime le altre carte dal 7 al 2 in scala decrescente;
- le carte seguono inoltre l'ordine decrescente di importanza dei semi Coppe, Denari, Bastoni, Spade.[2]

Ogni giocatore, a turno, effettua delle prese in base al valore delle carte.

## Punteggio
Esaurite le prese si procede alla conta dei punteggi seguendo le seguenti regole. Si assegnano:
- 2 punti al giocatore o alla coppia che ha effettuato più prese;
- 2 punti per asso preso;
- 5 punti al giocatore o alla coppia che ha il cinque di spade.

Infine, al risultato si somma il punteggio ottenuto nella fase di apertura.

## Scopo del gioco e fine della partita
Lo scopo del gioco è di totalizzare 35 punti. Vince chi per primo raggiunge tale punteggio.